# La voz de un ángel
La voz de un ángel es el álbum debut de la cantante mexicana Yuridia. Lanzado en México el 28 de agosto de 2005, con el respaldo de la discográfica Sony Music. En Estados Unidos, el disco fue lanzado el 13 de diciembre de 2005. 
El álbum recopila 15 temas de los que interpretó en su estancia en el reality show La Academia, así como un bonus-track escrito por su padre Genaro Gaxiola, titulado Sobreviviré, el cual fungió como tema oficial de la serie de televisión Lo Que Callamos Las Mujeres de la cadena TV Azteca. El álbum cuenta con un DVD adicional, el cual incluye todas las presentaciones en vivo de Yuridia en el reality show. Del álbum se desprendieron dos sencillos promocionales, Ángel y Maldita Primavera.
El álbum se ha convertido en el álbum más vendido de la cantante. Forma parte de la lista de los 100 discos que debes tener antes del fin del mundo, publicada en 2012 por Sony Music.

## Ventas e impacto
A tres semanas de su lanzamiento, el álbum se hizo acreedor a un disco de oro por más de 50,000 unidades vendidas, una semana después logró superar las 100,000 unidades adjudicándose un disco de platino y seis meses más tarde disco de diamante por más de 500,000 unidades vendidas. Rápidamente el disco se convirtió en el quinto álbum más vendido en México en el año 2005 y el más vendido en 2006 en las listas oficiales de Amprofon. 
Para el año 2008 fue certificado con un disco de diamante y tres de platino, por más de 800,000 unidades vendidas. De acuerdo con Sony Music, La Voz de un Ángel ha vendido más de 1,100,000 copias en México, siendo certificado con dos discos de diamante y un platino; lo que lo convierte en el disco más vendido de los últimos 20 años en México del que se tenga registro de acuerdo con Amprofon.
En Estados Unidos, alcanzó la posición #7 en la lista de popularidad Latin Pop Albums donde permaneció por 25 semanas. Además, logró ser certificado como disco de platino por más de 100,000 copias vendidas de acuerdo con la base de datos de la RIAA.
A finales de 2005, el álbum se posicionó como el quinto más vendido del año en la lista general, y la cuarta posición en el conteo anual en el rubro de álbumes en español, de acuerdo con Amprofon. Mientras que en 2006, encabezó el Top 100 de los más vendidos del año tanto en la lista general como en Español, y en el 2007 alcanzó la posición #52 del top 100 de los álbumes más vendidos en México.
Con este disco Yuridia fue nominada a diferentes galardones como Los Premios Billboard de la música latina, Los Premios Oye! y Los Premios Juventud. Ganando reconocimientos como Ventas Pop Castellano en el 2005 y un premio Billboard Latino en el 2007 en la categoría Mejor Álbum Pop Nueva Generación.

## Sencillos
El primer sencillo promocional, Ángel, un cover en español de la canción Angels de Robbie Williams, fue lanzado a mediados del año 2005. El se adjudicó doble disco de oro por más de 100,000 unidades vendidas de acuerdo con Amprofon. En Estados Unidos el sencillo logró alcanzar la posición #11 en la lista de popularidad Latin Pop Songs y #32 en Hot Latin Songs. El segundo sencillo, un cover de la canción Maldita primavera de Yuri fue lanzado a principios del año 2006. 

## Lista de canciones
| Disco 1 (CD) |                         |                                      |                 |          |  |
| N.º          | Título                  | Escritor(es)                         | Productor(es)   | Duración |  |
| 1.           | «Ángel»                 | G. Chambers y R. Williams            | Juan Romagosa   | 4:10     |  |
| 2.           | «Ámame»                 | Juan Carlos Calderón                 | Ricardo Robledo | 3:05     |  |
| 3.           | «Maldita primavera»     | A. Casella, G. Sabio y L. G. Escolar | Ricardo Robledo | 3:02     |  |
| 4.           | «Lo siento mi amor»     | Ana Magdalena y Manuel Alejandro     | Sergio Zamudio  | 3:59     |  |
| 5.           | «Peligro»               | Amparo Rubín                         | Ricardo Robledo | 3:20     |  |
| 6.           | «Así fue»               | Juan Gabriel                         | Ricardo Robledo | 4:36     |  |
| 7.           | «Detrás de mi ventana»  | Ricardo Arjona                       | Horacio Marano  | 4:30     |  |
| 8.           | «Déjame volver contigo» | Rafael Pérez Botija                  | Ricardo Robledo | 3:53     |  |
| 9.           | «Como yo te amo»        | Ana Magdalena y Manuel Alejandro     | Ricardo Robledo | 3:50     |  |
| 10.          | «Daría»                 | Ángel Reyero y Pablo Domínguez       | Memo Gil        | 3:44     |  |
| 11.          | «La muerte del palomo»  | Juan Gabriel                         | Sergio Zamudio  | 3:22     |  |
| 12.          | «Tú»                    | D. O'Brien y S. Mebarak              | Noroña          | 3:32     |  |
| 13.          | «Mi forma de ser»       | Patricia Loaiza                      | Joan Romagosa   | 3:14     |  |
| 14.          | «Si no te hubieras ido» | Marco Antonio Solís                  | Noroña          | 4:18     |  |
| 15.          | «Mentira»               | Boddy Richard                        | Fortanell       | 3:53     |  |
| 16.          | «Sobreviviré»           | Genaro Gaxiola R.                    | Ricardo Robledo | 3:31     |  |

| Disco 2 (DVD) |                                         |                                       |          |  |
| N.º           | Título                                  | Escritor(es)                          | Duración |  |
| 1.            | «Lento (A dueto con Paula)»             | Coti Sorokin y Julieta Venegas        | 3:34     |  |
| 2.            | «Antes»                                 | Obi Bermúdez                          | 3:48     |  |
| 3.            | «Peligro»                               | Amparo Rubín                          | 3:19     |  |
| 4.            | «Tú»                                    | D. O'Brien y S. Mebarak               | 3:33     |  |
| 5.            | «Mi forma de ser»                       | Patricia Loaiza                       | 3:12     |  |
| 6.            | «Ámame»                                 | Juan Carlos Calderón                  | 3:05     |  |
| 7.            | «Si no te hubieras ido»                 | Marco Antonio Solís                   | 4:15     |  |
| 8.            | «Daría»                                 | Ángel Reyero y Pablo Domínguez        | 3:39     |  |
| 9.            | «Ángel»                                 | G. Chambers y R. Williams             | 4:09     |  |
| 10.           | «Lo siento mi amor»                     | Ana Magdalena y Manuel Alejandro      | 3:57     |  |
| 11.           | «Detrás de mi ventana»                  | Ricardo Arjona                        | 4:36     |  |
| 12.           | «Como yo te amo»                        | Ana Magdalena y Manuel Alejandro      | 3:52     |  |
| 13.           | «Así fue»                               | Juan Gabriel                          | 4:35     |  |
| 14.           | «A quién»                               | Rudy La Scala                         | 3:20     |  |
| 15.           | «Sin miedo a nada (A dueto con Adrián)» | Álex Ubago                            | 5:00     |  |
| 16.           | «La muerte del palomo»                  | Juan Gabriel                          | 3:26     |  |
| 17.           | «Él me mintió (Versión Piano)»          | A. Miguel, D. Verdaguer y G. Carballo | 2:53     |  |
| 18.           | «Maldita primavera»                     | A. Casella, G. Sabio y L. G. Escolar  | 3:03     |  |
| 19.           | «Cosas de la vida (A dueto con Adrián)» | A. Cogliati y Eros Ramazzotti         | 4:42     |  |
| 20.           | «Mentira»                               | Boddy Richard                         | 3:49     |  |
| 21.           | «Ángel»                                 | G. Chambers y R. Williams             | 4:10     |  |
| 22.           | «Déjame volver contigo»                 | Rafael Pérez Botija                   | 3:49     |  |

## Créditos y personal
| - Voz principal: Yuridia Gaxiola Flores - Producción ejecutiva: José Luis Villareal - Dirección artística: Juan Carlos Alonso Reyes - Dirección vocal: Gabriela Cárdenas, Raúl Carballeda y Alberto Castillo - Ingeniero (montaje vocal): Rogelio Gómez y Pedro Mendoza | - Coordinador del proyecto: David Prado - Coordinador musical: Carlos Adrián Martínez "Torton" - Arte y Diseño: Claudia Ruiz E. - Fotografía: Saúl Guillen Vidal - Masterización: David Bojorgues |

## Posicionamiento en listas
| País           | Lista              | Mejor posición | Semanas en la lista |
| -------------- | ------------------ | -------------- | ------------------- |
| América        |                    |                |                     |
| México         | AMPROFON           | 1              | 130                 |
| Estados Unidos | Top Latin Albums   | 16             | 33                  |
| Estados Unidos | Latin Pop Albums   | 8              | 25                  |
| Estados Unidos | Heatseekers Albums | 17             | 15                  |

| País   | Lista         | Posición |
| 2005   | 2005          | 2005     |
| ------ | ------------- | -------- |
| México | Top 100 Album | 5        |
| 2006   |               |          |
| México | Top 100 Album | 1        |
| 2007   |               |          |
| México | Top 100 Album | 52       |

## Certificaciones
| País           | Organismo certificador | Certificación           | Ref.   |
| -------------- | ---------------------- | ----------------------- | ------ |
| México         | AMPROFON               | 2 Diamantes + 1 Platino | [ 29 ] |
| Estados Unidos | RIAA                   | Platino                 | [ 30 ] |

## Premios y nominaciones
| Año  | Premios          | Categoría                           | Resultado |
| ---- | ---------------- | ----------------------------------- | --------- |
| 2006 | Premios Juventud | Mejor Álbum[cita requerida]         | Nominada  |
| 2006 | Premios Juventud | Me Muero Sin Ese CD[cita requerida] | Nominada  |